# زنبور العسل
زنبور العسل أو دبور العسل (الاسم العلمي: Brachygastra) هو جنس من الزنابير ينتمي إلى فصيلة الزنبوريات. يضم هذا الجنس 17 نوعًا من الزنابير الورقية الاجتماعية. يُعتقد أن الأنواع السلفية قد تباعدت منذ حوالي 32 مليون سنة داخل غابات الأمازون المطيرة المتنوعة. يُعتقد أن الانتواع اللاحق داخل الجنس قد حدث في الغالب بين 23 مليون و 10 مليون سنة، خلال فترة صعود جبال الأنديز عندما تغيرت المناظر الطبيعية بشكل كبير بسبب النشاط التكتوني. كان التنظيم الفرعي الحيوي الحالي للجنس يعتمد بشكل كبير على الخصائص المورفولوجية.
تعيش أنواع زنبور العسل في مستعمرات وتقوم ببناء أعشاش ورقية شجرية في بيئات الغابات الرطبة، على الرغم من وجود العديد من الأنواع في الغطاء النباتي المفتوح. تتوزع على نطاق واسع في أمريكا الوسطى والجنوبية، وتوجد أيضًا في المناطق الجنوبية الغربية من أمريكا الشمالية. لديهم نظام غذائي واسع يتكون من رحيق الأزهار وبروتين الحشرات. من المعروف أن العديد من الأنواع تجمع وتخزن الرحيق بكميات كبيرة مثل العسل، وهي خاصية موجودة في عالم الحشرات فقط مشتركة مع أنواع مختلفة من النحل، وعدد قليل من أنواع الدبابير (من جنس Polybia [الإنجليزية])، وعدد قليل من أنواع النمل (نمل المصيدة وأجناس أخرى). هناك القليل من التقارير التاريخية عن استخدام البشر للعسل الذي تنتجه زنابير العسل، وربما يرجع ذلك إلى قلة كمياته ولسعات الدبابير الشرسة.
يمكن أن توفر الأنواع خدمات النظام البيئي الهامة مثل التأبير وردع الحيوانات العاشبة وافتراس ناقلات الأمراض.